# Джомал
Джомал (рум. Geomal) — село у повіті Алба в Румунії. Входить до складу комуни Стремц.
Село розташоване на відстані 280 км на північний захід від Бухареста, 20 км на північ від Алба-Юлії, 57 км на південь від Клуж-Напоки.

## Населення
За даними перепису населення 2002 року у селі проживала 451 особа. Рідною мовою 450 осіб (99,8%) назвали румунську.
Національний склад населення села:
| Національність | Кількість осіб | Відсоток |
| -------------- | -------------- | -------- |
| румуни         | 444            | 98,4%    |
| цигани         | 6              | 1,3%     |